# Duiliu Zamfirescu
Duiliu Zamfirescu (Plăineşti, 1858 - Agapia, 1922) va ser un poeta, novel·lista i polític romanès.
Diplomàtic de carrera, se'n destaca la influència de Giosuè Carducci. El seu estil inicialment clàssic es decanta cap al classicisme mentre que la seva temàtica descriu escenes camperoles i burgeses del seu país.

## Obres
- Viaţa la tară (‘La vida al poble’, 1894)
- Tănase Scatiu (1896)
- Imnuri păgîne (‘Himnes pagans', 1897)
- În războiu (‘En guerra’, 1898)